# مورغان كيلي
مورغان كيلي هو ممثل كندي، ولد في 23 يونيو 1976 بمونتريال في كندا.

## أعمال

### أفلام
- (2017) شكل الماء

## وصلات خارجية
- مورغان كيلي على موقع IMDb (الإنجليزية)
- مورغان كيلي على موقع قاعدة بيانات الفيلم (الإنجليزية)